# Альтма, Альбрехт Виллемович
Альбрехт Виллемович Альтма (эст. Albrecht Altma, 23 марта 1897, Salatse, Ляэне-Вирумаа — 8 мая 1969, Таллин) — эстонский советский учёный в области физики.

## Биография
Окончил школу в Вихуле (1912), мужскую гимназию Раквере (1918). Добровольцем участвовал в Войне за независимость Эстонии (1918—1920).
Учился на факультете математики и естественных наук Тартуского университета (1920—1927); защитил магистерскую диссертацию (1927) на тему «Изменение электрического сопротивления осколков висмута в магнитном поле при различных давлениях».
Научный сотрудник Института физики Мюнхенского университета (1936—1938).
В 1941—1942 годах в Красной армии. Научный сотрудник Института физики металлов Уральского отделения Академии наук СССР (1942—1944). С 1944 года преподавал в Таллинском техническом университете, 1944—1948 гг. — ректор; профессор и заведующий кафедрой физики (1944—1964).
В 1946 году избран членом-корреспондентом Академии наук Эстонской ССР (первый состав).
Переводил на эстонский язык научную и учебную литературу